# Arthur County
Arthur County är ett administrativt område i delstaten Nebraska, USA. Countyt hade år 2010 en befolkning på 460 invånare.  Den administrativa huvudorten (county seat) är Arthur. 

## Geografi
Enligt United States Census Bureau har countyt en total area på 1 860 km². 1 852 km² av den arean är land och 8 km² är vatten.

### Angränsande countyn
- Grant County, Nebraska - nord
- Hooker County, Nebraska - nordost

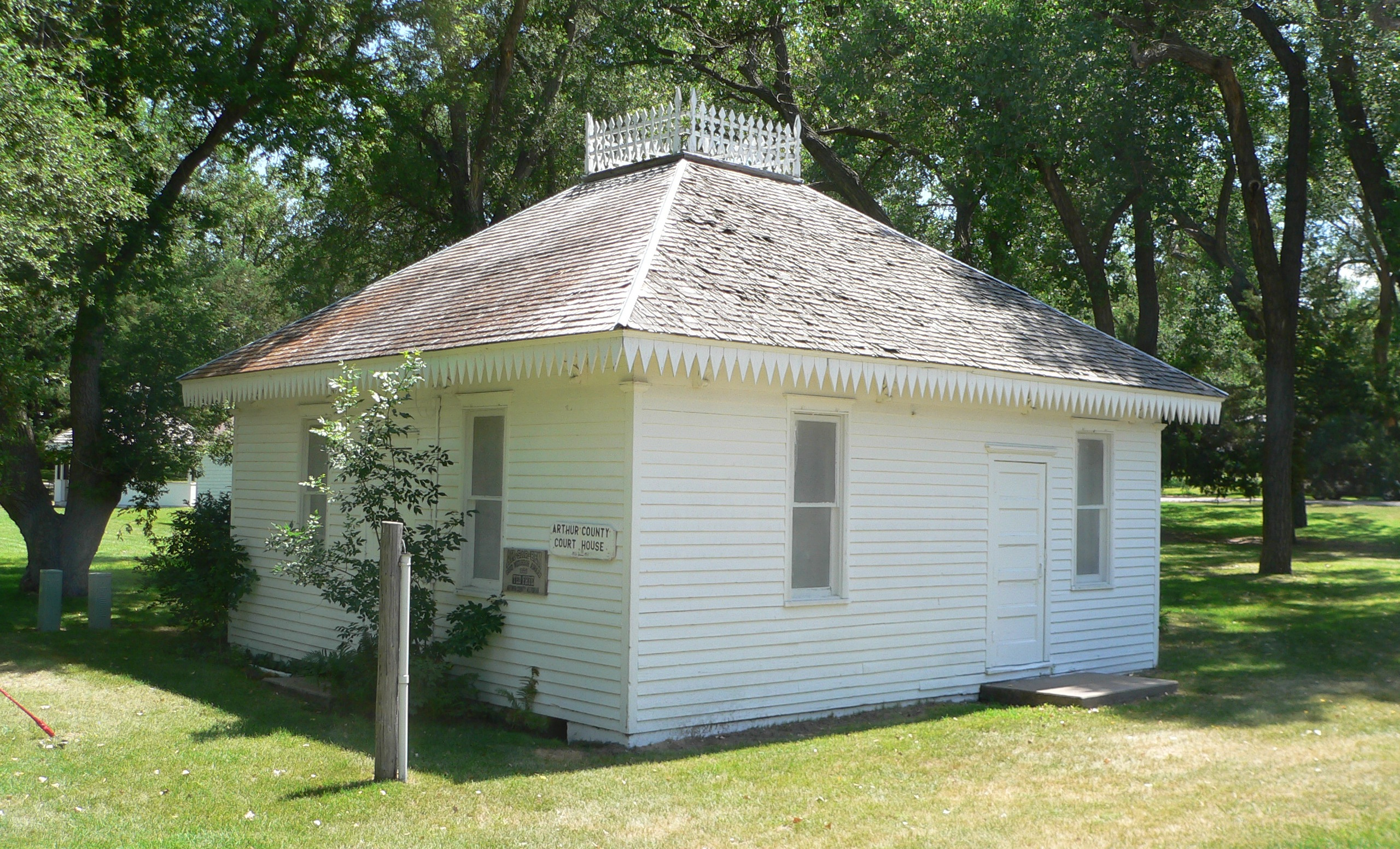
Countyts första domstolshus i Arthur.

- McPherson County, Nebraska - öst
- Keith County, Nebraska - syd
- Garden County, Nebraska - väst